# Хигер, Алан
Алан Хи́гер (англ. Alan J. Heeger; род. 22 января 1936 года, Су-Сити, штат Айова, США) — американский физик и химик, лауреат Нобелевской премии по химии (2000, совместно с А. Макдиармидом и Х. Сиракавой).
Член Национальной академии наук США (2001), Национальной инженерной академии США (2002), иностранный член Китайской академии наук (2007).

## Биография
Родился в Су-Сити (штат Айова) в еврейской семье, вскоре переехавшей в Экрон, где отец управлял продуктовым магазином. Его отец Питер Хигер (1900—1945) эмигрировал в США из Суража (Российская империя) ребёнком в 1904 году; мать — Алис Минкин (1909—1993) — была уроженкой Омахи, чьи родители эмигрировали из Витебска незадолго до её рождения.
Окончил Университет Небраски-Линкольна (бакалавр, 1957) и Калифорнийский университет в Беркли (доктор философии, 1961). В 1962—1982 годах работал в Пенсильванском университете. С 1982 года — профессор физики в Калифорнийском университете в Санта-Барбаре, в 1982—1999 годах директор Института полимеров и органических материалов. С 1999 года одновременно работает в различных коммерческих компаниях.
Совместно с Аланом Макдиармидом и Хидэки Сиракавой разработал методы получения органических полимерных материалов, электропроводность которых сравнима с электропроводностью металлов.